# نورمن رابرت کمبل
نورمن رابرت کمبل (انگلیسی: Norman Robert Campbell؛ زاده ۱۸۸۰ درگذشته ۱۹۴۹) یک فیزیک‌دان بود.